# فيل كلاين (ملحن)
فيل كلاين (بالإنجليزية: Phil Kline)‏ هو ملحن أمريكي، ولد في 10 فبراير 1953 في آكرون في الولايات المتحدة.

## وصلات خارجية
- فيل كلاين على موقع ميوزك برينز (الإنجليزية)
- فيل كلاين على موقع ديسكوغز (الإنجليزية)